# Merő Béla
Merő Béla (Szekszárd, 1948. május 20. –) magyar rendező.

## Élete
Merő László matematika-fizika szakos tanár és Buzogány Sarolta irodalom-történelem szakos tanár gyermekeként született.
1954-1957 között az Apáczai Csere János Tanítóképző Intézet diákja volt Dombóváron, majd az általános iskolai tanulmányait  Szekszárdon, a Babits Mihály Általános Iskolában folytatta 1957- ben, s 1958-1962 között a szekszárdi Petőfi Általános Iskolába járt.
Középiskolai tanulmányait a Garay János Gimnáziumban végezte el Szekszárdon 1962–1966 között. 1967–1970 között a Szombathelyi Tanítóképző Intézetben népművelés–könyvtár szakon, 1974–1977 között a Kossuth Lajos Tudományegyetemen közművelődés–népművelés szakon, 1979–1982 között a Színház- és Filmművészeti Főiskola színházelmélet szakon szerzett diplomát. 1990-ben a pécsi Janus Pannonius Tudományegyetemen színház-esztétikából doktorált. Színházi kurzusai: Jozef Szajna, Lengyelország, Varsó 1977. STU Színház, Lengyelország, Krakkó 1979. Laboratórium Színház, Lengyelország, Wrocław 1982. Sztanyavszkij Intézet, Szovjetunió, Moszkva 1984.
1970-1982 között Szekszárdon, majd Zalaegerszegen volt népművelő, megalapította a Reflex Színpadot, a hetvenes, nyolcvanas évek egyik alternatív színházát, amellyel számtalan hazai és nemzetközi díjat nyertek. 1974-ben megszervezte a zalaszentgróti országos színjátszó – rendezői tábort. 1978-80 Országos színház-nevelési kísérlet kidolgozója és vezetője, 1982-től 20 évig a zalaegerszegi Hevesi Sándor Színház alapító tagja és rendezője volt. 1984-ben megszervezte a drámaírók fórumát, a Nyílt Fórumot. 1988-89 Eötvös ösztöndíj – színházelméleti kutatómunka elvégzéséhez, 1988–2003 között a Kőszegi Várszínház művészeti vezetője, 1992-től 10 éven át a zalaegerszegi Erdei Színház művészeti vezetője, 1997–2002 között az Egervári Esték művészeti vezetője, 1998–2002 között a székelyudvarhelyi Tomcsa Sándor Színház alapító vezetője, 2001-től 2017-ig a Zalai Nyári Színházak Kht. művészeti igazgatója, 2002–2006 között a zalaegerszegi Közép-Kelet Európai Kulturális Központ művészeti vezetője volt. 2004. a Griff Bábszínház egyik alapítója, 2007–2008 között a zalaegerszegi Griff Bábszínház művészeti tanácsadójaként tevékenykedett. Jelenleg a Békéscsabai Jókai Színház rendezője, s tanított 2008–2015 között a színház mellett működő Színitanházban.
Előadásaira több nemzetközi díjat kapott: 1982/83 Dursi: Utazás Párizsba – Nemzetközi Színházi Fesztivál – különdíj, Arezzo, Olaszország;
1990/91 Shaffer: Equus – Alpok-Adria Nemzetközi Színházi Fesztivál – különdíj, Gorizia, Olaszország;
1993 Szilágyi – Eisemann: Én és a kisöcsém – „Az év legjobb zenés előadása” – díj Kijev, Ukrajna;
1993 Faragó: Lappangó – Stérija Játékok – különdíj, Újvidék, Jugoszlávia;
2014 Apáti Miklós: K und K – különdíj, Melpomena Tavrija” Nemzetközi Színházi Fesztivál, Herszon, Ukrajna
2016 Molière: Fösvény –  „A világirodalom klasszikusának kiváló színreállításáért”- díj, „Melpomena Tavrija” Nemzetközi Színházi Fesztivál, Herszon, Ukrajna
Több mint kétszáz  előadást állított színre, s több mint 30 játékteret tervezett.Vendégrendezett 11 hazai színház mellett Ukrajnában, Jugoszláviában, Romániában.

## Magánélete
1973-ban házasságot kötött Schmidt Ágnessel. Két fiuk született; Márk (1974) és Medárd (1976).

## Színházi rendezései
| - Molière: Gömböc úr (1980, 2002) - Kleist: Amphitryon (1981) - Goldoni: A kávéház (1982) - Dursi: Utazás Párizsba (1982) - Gozzi: Turandot, a kínai hercegnő (1983) - Sorescu: Anyaöl (1983) - Vörösmarty Mihály: Csongor és Tünde (1983, 1987, 1996) - Storelli: A szent strici (1983) - Goldoni: A szerelmesek (1983) - Hubay Miklós: A túsz-szedők (1984) - Machiavelli: Mandragóra (1984, 1993) (jelmeztervező is) - Schiller: Ármány és szerelem (1984) - Vetemaa: Szent Zsuzsanna, avagy a mesterek iskolája (1985) - Milne: Micimackó (1985) - Beaumarchais: Figaro házassága, avagy egy őrült nap (1985, 1995-1996, 2005) - Brešan: Paraszt Hamlet (1986) - Coward: Vidám kísértet (1986) - Békés Pál: Pincejáték (1986) - Wittlinger: Ismeri a Tejutat? (1987) - Kós Károly: I. István, az országépítő (1988, 2000) (díszlettervező és jelmeztervező is) - Jékely Zoltán: Mátyás király juhásza (1988) - Feydeau: Bolha a fülbe (1988), (2012) - Mann–Spiró: Mario és a varázsló (1989) - Sütő András: Káin és Ábel (1989) - Lezsák Sándor: Nyolcvan vödör levegő (1989) - Spiró György: Kőszegők (1990) - Scarnacci–Tarabusi: Kaviár és lencse (1990) - Shaffer: Equus (1991, 1994) (díszlettervező is) - Sarkadi Imre: Kőműves Kelemen (1991) (szerző is) - Lázár Ervin: Dömdödöm (1991) - Szilágyi László: Én és a kisöcsém (1992, 1999) - Pállya István: Ravaszy és Szerencsés (1992) - Faragó Attila: Lappangó (1993) (díszlettervező és jelmeztervező is) - Illés-Vas: Trisztán (1993) - Feydeau: Fel is út, le is út! (1993) - Bibbiena: Calandria (1993) - Nádas Péter: Temetés (1993)(díszlettervező és jelmeztervező is) - Fratti: Az áldozat közbeszól (1994) - Heltai Jenő: A néma levente (1994) - Beaumarchais: A sevillai borbély (1994) - Sebastian: Névtelen csillag (1994) - Móricz Zsigmond: Nem élhetek muzsikaszó nélkül (1995) - Csokonai Vitéz Mihály: Karnyóné (1995) - Molière: Pipogya férj (1995) - Molière: Doktor Fregoli (1995) - Molière: Sganarelle, avagy a képzelt szarvak (1995) - Turczi István: Anna-bál (1995) - Molière: Molière I.-III. (1995) - Marriott-Foot: Csak semmi szexet kérem, angolok vagyunk (1995) - Csiky Gergely: Kaviár (1996) - Foster: I. Erzsébet (1996, 2007) (díszlettervező is) - Molière: Az úrhatnám polgár (1996) - Schisgal: Szerelem, Ó! (1996) - Spiró György: Nyulak Margitja (1996) | - Feydeau: A férj vadászni jár (1997, 1999) - Plautus: A hetvenkedő katona (1997) (díszlettervező is) - Szigligeti Ede: Liliomfi (1997) - Baka István: A korinthoszi menyasszony (1998) (díszlettervező is) - Caragiale: Micsoda éjszaka...?! (1998) - Molière: Képzelt beteg (1998) - Svarc: Hókirálynő (1999) - Tóth Ede: A falu rossza (1999) - Carlo Goldoni: Szmirnai komédiások (1999) - Móricz Zsigmond: Légy jó mindhalálig (1999) (díszlettervező is) - Müller Péter: Búcsúelőadás (2000) - Thuróczy Katalin: Pastorale (2000) (díszlettervező is) - Carlo Goldoni: Terecske (2000) - Oscar Wilde: Bunbury (2000) - Kesselring: Arzén és levendula (2001) - Caragiale: Az elveszett levél (2001) (díszlettervező is) - Molière: A fösvény (2001) (díszlettervező is) - Müller–Zalán: Mr. Pornowsky előkerül (2001) - Gianotti: A vén szerelmes (2001) - Karvas: Yo város honpolgárai, avagy királyságot egy gyilkosért (2002) - Örkény István: Tóték (2002) - Brešan: Paraszthamlet (2002) - Molière: Dandin György vagy a megcsalt férj (2003) - Szigligeti Ede: Liliomfiék az Alföldön avagy fogadó a Nagy Kátyúhoz (2003) - Móricz Zsigmond: Úri muri (2003) - Forgách András: Tercett (2004) - Caragiale: Farsang (2004) - Sorescu: Jónás (2004) - Zalán Tibor: Romokon emelkedő ragyogás (2005) - Ibsen: Solnes építőmester (2005) - Kleist: Egy lócsiszár virágvasárnapja (2005) - Kabdebó Tamás: Köpölyözés (2006) - Thuróczy Katalin: Carletto (2006) - Andersen–Zalán: A showkirálynő (2006) - Hubay Miklós: Elnémulás (2006) - Pozsgai Zsolt: Kecskeméti kiskondás (2007) - Zalán Tibor: Midőn halni készült (2008) - Bartus Gyula: Sör és cigi (2009) - Zalán Tibor: Patt Lenn (2009) - Jančar: Hallstatt (2010) - Ibsen: Nóra (2010) - Albee: Nem félünk a farkastól (2010) - Örkény: Tóték (2011) - Szophoklész: Antigoné (2012) - Feydeau: Bolha a fülbe (2012) - Zalán Tibor: Szása i Szása (2015) - Molière: Fösvény (2015) - Vörös István: Pisztoly az asztalon (2015) - Marriott-Foot: Csak semmi szexet kérem, angolok vagyunk (2016) - Fridl Viktória: Kalitka (2016) - Csokonai: Karnyóné s két szeleburdiak (2017) - Zalán: A shówkirálynő (2018) - Waller: A szív hidjai (2019) - Zalán: Kaland a Nagy Családerdőben (2020) - Bartus: Királyom, Isten áldjon! (2021) - Lezsák Sándor: Nyolcvan vödör levegő (2023) |

## Művei
- A színészi munka elvi alapjai Sztanyiszlavszkij rendszerében  = Nagyvárad, 1995, A Szigligeti Társulat Füzetei
- Színjáték – színész = Budapest, 2002, Új Mandátum Könyvkiadó
- Volt egyszer egy... Reflex Színpad = Zalaegerszeg, 2018, Pannon Tükör Könyvek
- Egy színházalapítás viszontagságai = Zalaegerszeg, 2019, Pannon Tükör Könyvek
- Találkozások – Zalaegerszeg, 2021, Pannon Tükör Könyvek
- Színházi törekvések Zalában, 2024, Pannon Tükör Könyvek

Tükörszilánkok kavargása  - Zalaegerszeg, 2025, Pannon Tükör könyvek

## Díjai
- Radnóti-díj (1978)
- Fehér Rózsa-díj (1996)
- Megyei Alkotói-díj (1997)
- Magyar Arany Érdemkereszt (2024)[1]